# Stanislavivka, Dzerjînsk
Stanislavivka (în ucraineană Станіславівка) este un sat în comuna Karvînivka din raionul Dzerjînsk, regiunea Jîtomîr, Ucraina.

## Demografie
Componența lingvistică a localității Stanislavivka
     Ucraineană (99,09%)
     Alte limbi (0,91%)
Conform recensământului din 2001, majoritatea populației localității Stanislavivka era vorbitoare de ucraineană (99,09%), existând în minoritate și vorbitori de alte limbi.